# Grande alliance de tous les progressistes
Le Grande alliance de tous les progressistes (en anglais : All Progressives Grand Alliance ; abrégé APGA) est un parti politique nigérian.

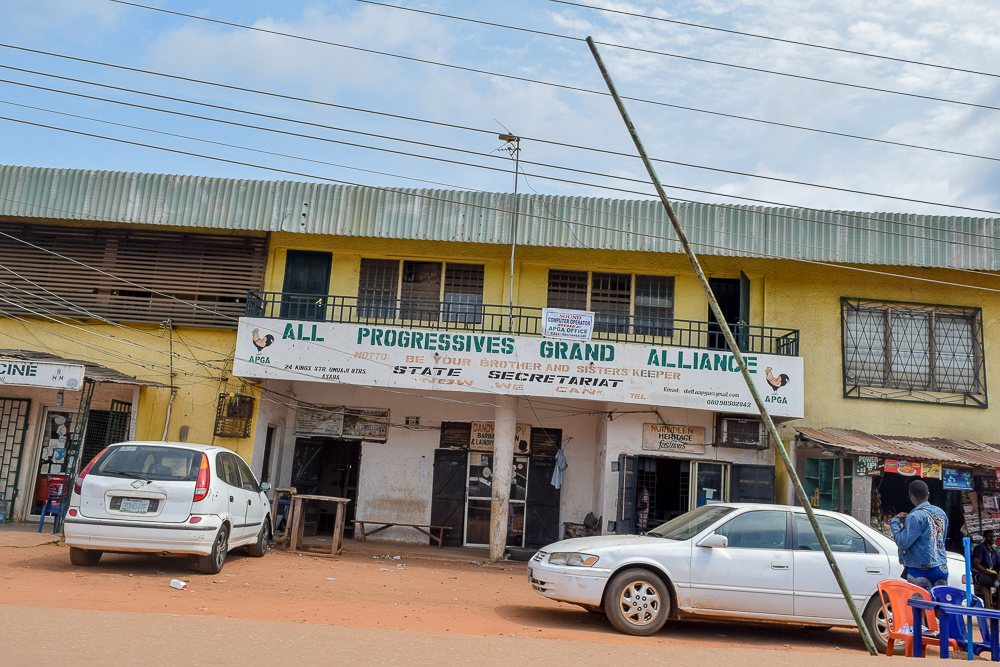
Secrétariat de la Grande Alliance de tous les progressistes, Asaba, État du Delta.

## Histoire
Le parti est fondé par Chekwas Okorie et enregistré en juillet 2002.
Le 6 février 2013, une aile du parti fusionne avec d'autres partis minoritaires pour former le Congrès des progressistes (APC), actuellement l'un des deux partis majoritaires du pays.

## Résultats électoraux

### Élections présidentielles
| Élection | Candidat                 | 1er tour  | 1er tour | Résultat |
| Élection | Candidat                 | Voix      | %        | Résultat |
| -------- | ------------------------ | --------- | -------- | -------- |
| 2003     | Odumegwu Emeka Ojukwu    | 1 297 445 | 3,29     | Élu      |
| 2007     | Odumegwu Emeka Ojukwu    | 155 947   | 0,44     | Élu      |
| 2019     | Gbor John Wilson Terwase | 66 851    | 0,24     | Élu      |
| 2023     | Peter Umeadi             |           |          | Élu      |